# Ato Adicional de 1834
O Ato Adicional de 1834, formalmente conhecido como Lei nº 16, de 12 de agosto de 1834, foi uma importante reforma constitucional no Império do Brasil, que realizou alterações na Constituição de 1824. Foi autorizado pela Lei de 12 de outubro de 1832 e, na prática, funcionou como uma revisão da Constituição. A Lei nº 105, de 12 de maio de 1840, posteriormente regulou a interpretação de diversos dispositivos inseridos pelo Ato Adicional. Esse ato é equivalente às atuais emendas constitucionais.

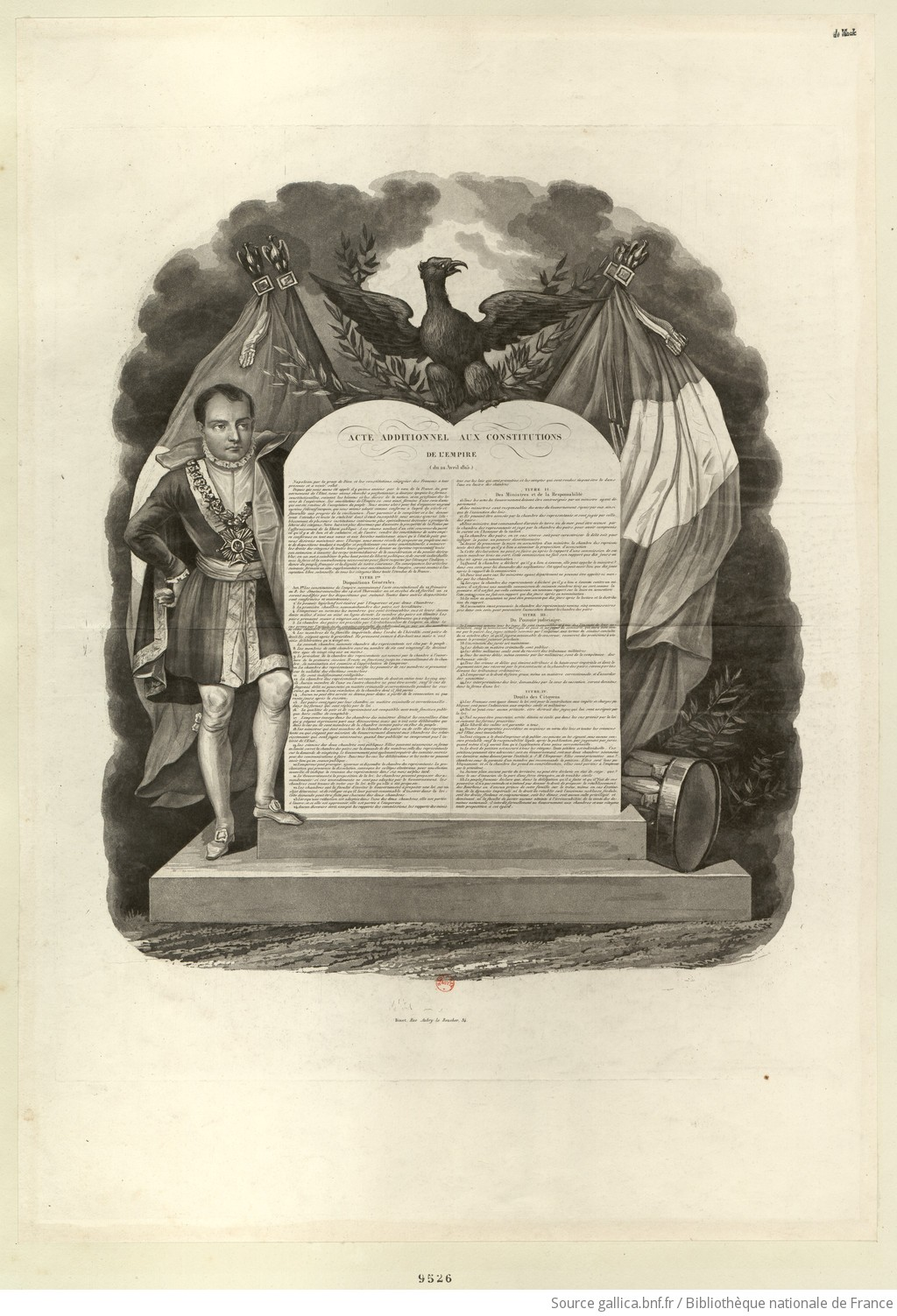
No contexto da época, o direito constitucional francês também modificava constituições por atos adicionais. Na imagem: alegoria do Ato Adicional à Constituição Francesa de 1815.

## Contexto
Após a abdicação do imperador D. Pedro I em 1831, o Brasil enfrentava um cenário de instabilidade política, com revoltas e tensões em diversas províncias, como no Rio de Janeiro, Maranhão e Pará. O mais recente desses conflitos foi a sedição militar de Ouro Preto em 1833.
As eleições de 1833 resultaram em uma maioria liberal moderada na Câmara dos Deputados, o que possibilitou a elaboração do Ato Adicional. O Ato visava reformas significativas, incluindo descentralização política, que não alcançou a federação, mas foi além da simples administração.
Apesar das modificações, muitos consideraram as mudanças insuficientes. Bernardo Pereira de Vasconcelos afirmou que as emendas feitas ao projeto original “podem tornar o Ato uma carta da anarquia”. Críticos, como Nicolau de Campos Vergueiro, viam as reformas como "uma ideia política desajustada do fato social", refletindo a desconexão entre teoria e realidade nacional.

## Principais alterações na Constituição
O Ato Adicional de 1834 trouxe mudanças fundamentais à constituição. Entre as principais alterações estão:
- Criação da Regência Una.
- Dissolução do Conselho de Estado do Império do Brasil.
- Criação das Assembleias Legislativas provinciais, que proporcionavam maior autonomia às províncias.
- Estabelecimento do Município Neutro, separando a cidade do Rio de Janeiro da província do Rio de Janeiro.
- Manutenção da vitaliciedade do Senado.

Essas medidas, embora tivessem o objetivo de conciliar forças políticas divergentes, revelavam uma contradição interna: ao mesmo tempo que o Ato promovia a centralização política com um único regente, conferia significativa autonomia às províncias. Os períodos regenciais de Feijó e Pedro de Araújo Lima enfrentaram essas tensões, buscando manter a unidade territorial do Brasil enquanto descentralizavam o poder.

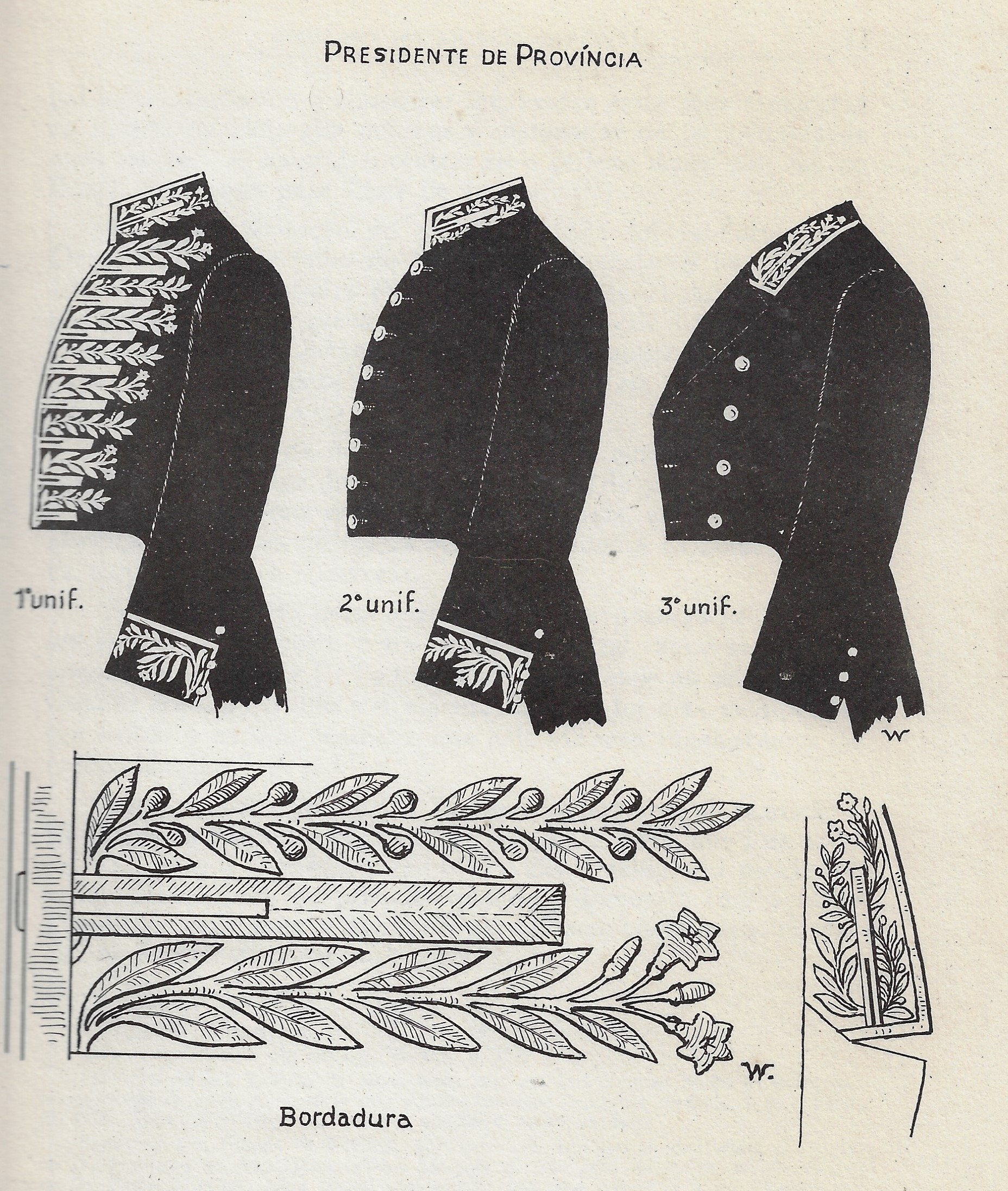
Roupa oficial de Presidente de Província (Anuário do Museu Imperial, edição 1950).

O cargo de presidente de província teve suas funções definidas pela Lei nº 40, de 3 de outubro de 1834. O artigo 1º estabelecia que "o Presidente da Província é a primeira autoridade dela". O imperador nomeava os presidentes, que poderiam ser removidos a qualquer momento, conforme as necessidades do Estado. A lei também fixava o ordenado dos presidentes, como, por exemplo, para o presidente de Santa Catarina, que recebia 3:200$000 (três contos e duzentos mil réis).

## Lei de interpretação do Ato Adicional
Durante a regência una de Pedro de Araújo Lima, o Ato Adicional foi revisto pela Lei nº 105, de 12 de maio de 1840. Essa lei revogou alguns dos aspectos mais federalistas do Ato, como a autonomia das províncias nas áreas de administração policial e jurídica, e reorganizou a Guarda Nacional para subordiná-la mais diretamente ao governo central.
A lei interpretativa foi um dos fatores que desencadearam revoltas entre 1840 e 1848, devido ao descontentamento com a redução da autonomia provincial. As principais revoltas desse período foram a Revolução Liberal de 1842 e a Revolta Praieira.
Em setembro de 1834, Bernardo Pereira de Vasconcelos declarou: "Foi minha profunda convicção que nesta sessão cumpria fechar o abismo da Revolução, consolidando a monarquia constitucional, segundo os votos do Brasil". Anos depois, em 1844, no Senado, ele afirmou: "havíamos entendido que no Ato Adicional devia parar o carro revolucionário".